# Tháng sáu trời mưa
"Tháng sáu trời mưa" là một bài thơ của thi sĩ Nguyên Sa sáng tác vào năm 1959. Bài thơ sau đó đã được hai nhạc sĩ Ngô Thụy Miên và Hoàng Thanh Tâm phổ nhạc thành bài hát cùng tên.

## Xuất xứ
Bài thơ "Tháng sáu trời mưa" được nhà thơ Nguyên Sa sáng tác vào năm 1959, bao gồm 32 câu thơ với đề tài tình yêu đôi lứa. Trích một đoạn trong bài thơ:
Tháng Sáu trời mưa, trời mưa không ngớt

Trời không mưa anh cũng lạy trời mưa

Anh lạy trời mưa phong toả đường về

Và đêm ơi xin cứ dài vô tận...

## Chuyển thể
Bài thơ được nhạc sĩ Ngô Thụy Miên phổ nhạc vào năm 1984, ca sĩ Hải Lý thể hiện đầu tiên. Trước năm 1975, nhạc sĩ Ngô Thụy Miên sáng tác "Tình khúc tháng sáu" cũng dựa trên ý thơ "Tháng sáu trời mưa" được yêu thích qua giọng hát của ca sĩ Khánh Hà.
Ba năm sau, nhạc sĩ Hoàng Thanh Tâm cũng phổ nhạc cho bài thơ này khi ông còn sống ở thủ đô Canberra, Úc. Vào một buổi chiều tháng sáu ông vào thư viện Quốc gia và tìm thấy tập thơ Nguyên Sa mà ông và bạn bè đã đọc. Những cảm xúc và những kỷ niệm chợt ùa về trong một đêm mưa tháng sáu, Hoàng Thanh Tâm đã sáng tác "Tháng sáu trời mưa".
"Tháng sáu trời mưa" được ca sĩ Thái Hiền thể hiện lần đầu tiên trong album Tình ca Hoàng Thanh Tâm 2, gồm 12 tình khúc mang chủ đề: "Khúc nhạc sầu cho em", phần hòa âm và phối khí của nhạc sư Lê Văn Thiện, do trung tâm Giáng Ngọc phát hành tại Hoa Kỳ năm 1987. Ngay khi vừa ra mắt, bài hát đã trở thành hiện tượng và được yêu thích tại hải ngoại. Hai năm sau, Hoàng Thanh Tâm thực hiện album thứ 3 mang chủ đề "Tháng sáu trời mưa" và được Ngọc Lan thể hiện. Một số ca sĩ trong và ngoài nước cũng thể hiện bài hát này như Đàm Vĩnh Hưng, Quang Dũng, Julie Quang, Ngọc Anh, Thanh Lan.

## Nhầm lẫn
Nhạc phẩm "Tháng sáu trời mưa" của Hoàng Thanh Tâm thường bị nhầm lẫn với sáng tác của Ngô Thụy Miên và ngược lại. Bản nhạc của Ngô Thụy Miên ít phổ biến, có giai điệu nhẹ nhàng, chậm rãi và ca từ có nhiều điểm khác.
Nhạc sĩ Hoàng Thanh Tâm từng chia sẻ khi phổ nhạc bài thơ "Tháng sáu trời mưa" ông không hề biết trước đó nhạc sĩ Ngô Thụy Miên cũng từng phổ nhạc bài thơ này vào năm 1984.